# 4428 Khotinok
4428 Khotinok је астероид главног астероидног појаса са средњом удаљеношћу од Сунца која износи 2,366 астрономских јединица (АЈ).
Апсолутна магнитуда астероида је 13,2.